# Ґабріеле Мель
Ґабріеле Мель (нім. Gabriele Mehl, 25 лютого 1967) — німецька академічна веслувальниця.
Бронзова призерка Олімпійських Ігор 1992 року в складі розпашної четвірки без стернової, учасниця 1988 року.
Срібна призерка Чемпіонату світу 1990 року в складі розпашної четвірки без стернової, бронзова призерка 1991 року в складі розпашної четвірки без стернової.